# TV-året 2023
TV-året 2023 är en översikt över händelser, TV-seriestarter och anmärkningsvärda dödsfall.

## Händelser
- 4 februari–11 mars – Melodifestivalen avgörs i Sverige.[1]
- 9–13 maj – Eurovision Song Contest avgörs i Liverpool.[2] Vinnaren blev Loreen med låten "Tattoo".[3]

## TV-seriestarter
- 16 januari – premiär för den amerikanska TV-serien The Last of Us på HBO Max.[4]
- 7 mars – premiär för den svenska kriminal-dramaserien Strandhotellet på Viaplay[5]
- 21 juni – premiär för den amerikanska superhjälte-TV-serien Secret Invasion på Disney+.[6]
- 23 augusti – premiär för Star Wars-TV-serien Ahsoka på Disney+.[7]

## Avlidna
- 2 januari – Kajsa Thoor, 51, svensk TV-programledare.[8]
- 8 januari – Patrick Grimlund, 50, svensk ekonom och programledare (Lyxfällan).[9]
- 6 april – Ingvar Hirdwall, 88, svensk skådespelare (Kejsarn av Portugallien, Tomtemaskinen och Beck).[10]
- 22 april – Barry Humphries, 89, australisk komiker och skådespelare, känd som Dame Edna Everage (Dame Edna Show).[11]
- 26 april – Stina Rautelin, 59, finlandssvensk skådespelare (Radioskugga, Rederiet och Beck).[12]
- 27 april – Jerry Springer, 79, amerikansk programledare (The Jerry Springer Show).
- 28 oktober – Matthew Perry, amerikansk-kanadensisk skådespelare. (Vänner)